# Montcarville
Montcarville est une ancienne commune de la Manche. Elle fusionne avec Linverville et Gouville en l’an III de la République.

## Géographie
La paroisse de Montcarville se trouvait au nord du bourg de Gouville sur la route de Montsurvent.

## Toponymie
Le nom de la localité est attesté sous la forme Moncarvilla en 1180, vers 1210 et vers 1280, et Monscarvilla sans date.
Il s'agit d'une formation toponyme en -ville au sens ancien de « domaine rural », dont le premier élément Montcar- représente un anthroponyme selon le cas général.
Remarque : aucun spécialiste n'a suggéré d'interpréter cet élément comme un nom de personne scandinave ou anglo-scandinave en -kárr, élément que l'on retrouve dans Turcaville (Manche, Sturgarvilla 1048). Un type *Munkárr ou *Mundkárr, non attesté est possible. cf. nom de famille britannique Moncar. De même, la forme Moncarvilla étant tardive, elle peut représenter une altération de *Morcarvilla cf. Montfarville, dont la corruption de Morfarville à Montfarville est beaucoup plus tardive toutefois. Morcar est un anthroponyme anglo-saxon porté notamment par un noble anglais au XIe siècle.

## Histoire
En 1792, chacune des trois paroisses de Linverville, Montcarville et Gouville-sur-Mer est dotée d’un maire assisté d’un officier public et les trois registres paroissiaux sont clos officiellement. Il faut attendre 1795 pour que la réunion des trois paroisses constitue une seule commune : Gouville.

## Administration
| Période | Période | Identité | Étiquette | Qualité |
| --- | ------- | -------- | --------- | ------- |
| Une partie des données est issue de liste établie par issue de l'ouvrage "601 communes et lieux de vie de la Manche" |         |          |           |         |

## Démographie
Montcarville comptait 408 habitants en 1793.

## Lieux et monuments
- Église Notre-Dame fin XVIe siècle, remaniée.